# 刘玉祥
刘玉祥（1952年5月—），男性，汉族，山东博兴人，1972年3月加入中国共产党，1976年8月参加工作。化学工程师、法学学士。中华人民共和国政治人物。

## 人物经历
刘玉祥早年在华东石油学院炼制系化工专业学习，毕业后在母校任职，历任该校炼制系辅导员、团总支书记，校团委副书记，校总务处党总支副书记，团委书记。1986年在华东石油大学社科系脱产学习。1988年步入政坛，出任东营市人民政府办公室副主任、副秘书长、办公室主任。1993年出任东营市垦利县委书记。1997年3月升任东营市人民政府副市长。同年12月升任中共泰安市委副书记。
2001年，升任中共山东省委610办公室常务副主任。2002年下放地方，出任中共枣庄市委副书记、市长、市政府党组书记。并于翌年当选为中華人民共和國第十屆全國人民代表大會代表。
2007年，升任中共枣庄市委书记、市人大常委会主任、党组书记并兼任同市市委党校校长。2011年12月15日不再担任。转任山东省人民政府参事。